# Cal Boets
Cal Boets és una casa de la Seu d'Urgell (Alt Urgell) protegida com a Bé Cultural d'Interès Local.

## Descripció
Edifici entre mitgeres situat al carrer Capdevila. És una construcció de quatre altures, planta baixa i tres pisos, i destaca per la disposició simètrica de les seves obertures, així com per les grans dimensions del propi immoble. Les finestres balconeres amb el perfil emmarcat i emblanquinat, disposen de balcons amb volada de pedra motllurada i baranes metàl·liques que combinen barrots plans i d'altres helicoidals. En la planta baixa s'obren tres portals, dos d'ells amb arc rebaixat i emmarcats amb ceràmica. Destaca el ràfec, molt sobresortit, a mode de barbacana. Edifici representant de l'arquitectura més tradicional.
La façana posterior, del carrer de la Palma, es distingeix pel pas elevat que creua el carrer per accedir a la propietat de l'altre costat.